# Preladenant
Preladenant (SCH 420814) je lek koji deluje kao potentan i selektivan antagonist adenozinskog A2A receptora. On se izučava kao mogući tretman za Parkinsonovu bolest. Pozitivni rezultati su objavljeni u fazi II kliničkih ispitivanja.